# アドルフ・ツー・シャウムブルク＝リッペ
アドルフ・ツー・シャウムブルク＝リッペ（ドイツ語: Adolf zu Schaumburg-Lippe, 1859年7月20日 - 1916年7月9日）は、ドイツのシャウムブルク＝リッペ家の侯子で、プロイセンの軍人、騎兵大将。リッペ侯国摂政（在任1895年 - 1897年）。ドイツ皇帝ヴィルヘルム2世の義弟。

## 生涯
シャウムブルク＝リッペ侯アドルフ1世とその妻でヴァルデック＝ピルモント侯ゲオルク2世の娘であるヘルミーネの間の四男として生まれた。全名はアドルフ・ヴィルヘルム・ヴィクトル（Adolf Wilhelm Viktor）。
1890年、母方の親族であるヴィート侯未亡人マリー（ルーマニア王妃エリサベタの母親）の屋敷を訪問した際、ドイツ皇帝フリードリヒ3世の次女のプロイセン王女ヴィクトリアと知り合い、同年11月19日にベルリンでヴィクトリア王女と結婚した。長期間の新婚旅行で諸外国を遊覧した後、夫妻はボンにあるシャウムブルク宮殿を住まいとした。ヴィクトリアが1度だけ流産した以外、アドルフとヴィクトリアの間に子供は出来なかった。
1890年代に入ると、リッペ＝デトモルト家の治めるリッペ侯国では、当主のヴォルデマールにも精神を病んだその弟アレクサンダーにも子供が無く、ヴォルデマールは後継者選定問題に頭を悩ませていた。継承権首位のリッペ＝ビースターフェルト家の当主エルンストを個人的に嫌っていたヴォルデマールは、陪臣化されていない統治者の家系から後継者を選ぶべきとの考えもあって、遺言によって皇帝ヴィルヘルム2世の義弟にあたるアドルフを侯国の継承者に指名し、リッペ侯位継承問題を引き起こした。こうして、リッペ侯国の相続人の地位をめぐり、リッペ＝デトモルト家の3つの分家であるシャウムブルク＝リッペ家、リッペ＝ビースターフェルト家およびリッペ＝ヴァイセンフェルト家のあいだで論争が展開された。
義弟に肩入れしようと皇帝ヴィルヘルム2世がリッペ家のお家騒動に介入したため、この問題は国際的な注目を集めた。1895年、アドルフとリッペ侯国議会の間で取り決めがなされた。その内容は、アドルフはリッペ侯位継承問題に関する仲裁委員会の決定に従うこと、それを条件に侯国議会はアドルフが仲裁委員会の決定まで摂政の地位にあることを承認すること、であった。1897年6月22日、ザクセン王アルベルトを委員長とする仲裁委員会は、リッペ侯国の継承者にリッペ＝ビースターフェルト伯エルンストを指名した。
アドルフは1892年よりボン駐屯のプロイセン王国軍第7驃騎兵連隊（Husaren-Regiments „König Wilhelm I.“ (1. Rheinisches) Nr. 7.）の連隊長であった。またビュッケブルク駐屯のヴェストファーレン第7狙撃兵大隊（Westfälischen Jäger-Bataillons Nr. 7）の名誉的な大隊長でもあった。
| 先代 リッペ＝デトモルト家の断絶 | リッペ侯国摂政 1895年 - 1897年 | 次代 エルンスト・ツア・リッペ＝ビースターフェルト |